# Rumunská armáda

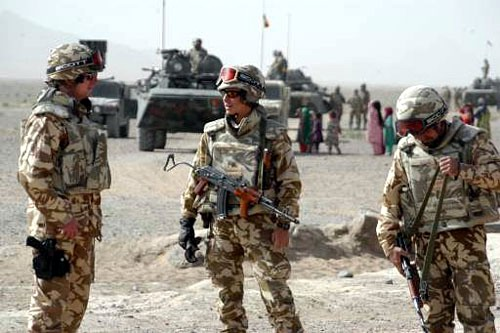
Rumunská armáda, Afghánistán, 2004

Rumunská armáda (rumunsky Armata Română) je jméno ozbrojených sil Rumunska. Rumunsko je od roku 2004 v NATO. Od roku 2007 je armáda plně profesionální. Dělí se na: pozemní síly, letectvo a námořnictvo.

## Historie

### První světová válka
Rumunská armáda se účastnila první světové války na straně Dohody, vstoupila do války 28. srpna 1916 vyhlášením války Rakousko–Uhersku. V té době byl náčelníkem generálního štábu Constantin Prezan. Rumuni měli početnou armádu, ale její výcvik nebyl dostatečný a materiální vybavení bylo zastaralé. Po vyhlášení války se Rumuni pokusili obsadit Sedmihradsko, ale byli odraženi, protože Spojenci neotevřeli balkánskou frontu tak, jak se zavázali spojeneckou smlouvou, a jih země (Valašsko) byl okupován vojsky Ústředních mocností. Král a vláda se přemístili do Jasů (Moldavsko). Po únorové revoluci v Rusku rumunská armáda zůstala jediným bojujícím spojencem Dohody na východní frontě a po reorganizaci během zimy 1916–17 odrazila ofenzivu vojsk Centrálních mocností a porazila německá a rakousko-uherská vojska vedena maršálem Mackensenem v srpnu 1917. Na konci války v roce 1918 Rumunsko provedlo mobilizaci a účastnilo se po boku Spojenců posledních bojů.

### Meziválečné období
Rumunsko mělo uzavřenou obrannou alianci s Polskem proti SSSR. Rumuni také byli od roku 1921 součástí Malé dohody spolu s Československem a Jugoslávií namířené proti Maďarsku. V rámci unifikace armád Malé dohody odebíralo Rumunsko zbraně z Československa. To se netýkalo letadel, Rumuni odmítli čs. typy a nakoupili letadla z jiných zemí. Ve 30. letech se Rumunsko stalo členem Balkánské dohody.

### Druhá světová válka
Rumunsko bojovalo spolu s nacistickým Německem proti Sovětskému svazu, po boku Němců bojovaly na východní frontě dvě rumunské armády. V roce 1944 bylo území Rumunska obsazeno Rudou armádou.
Po změně režimu v srpnu 1944 se Rumunsko přidalo na stranu Spojenců a bojovalo po zbytek války spolu s Rudou armádou. Po jejím boku se jeho vojska probila přes Maďarsko a následně se dvě rumunské armády o síle téměř čtvrt milionu vojáků podílely na osvobození Československa, přičemž se ztrátami 66 495 mužů (z toho polovina padlých a nezvěstných) jim mezi osvobozovacími vojsky patří 2. místo, za Sověty. Rumuni se například zúčastnili bojů o Hodonín a okolí v roce 1945.

### Poválečné období
Od roku 1955 bylo Rumunsko součástí Varšavského paktu. Během invaze vojsk Varšavské smlouvy v roce 1968 se nezúčastnila útoku na ČSSR.

### Současnost
Rumunská armáda má v současnosti 90 000 profesionálně vycvičených vojáků, z nichž 75 000 je vojenský personál a 15 000 jsou civilisté. Z 90 000 vojáků je 60 000 aktivních, zatímco zbytek vojáků patří do armádních záloh. Rozpočet armády je asi 1,8 miliard eur (tj. asi 1,33 % rumunského HDP).
Od roku 2004 se Rumunsko účastnilo mise NATO v Afghánistánu.

## Galerie

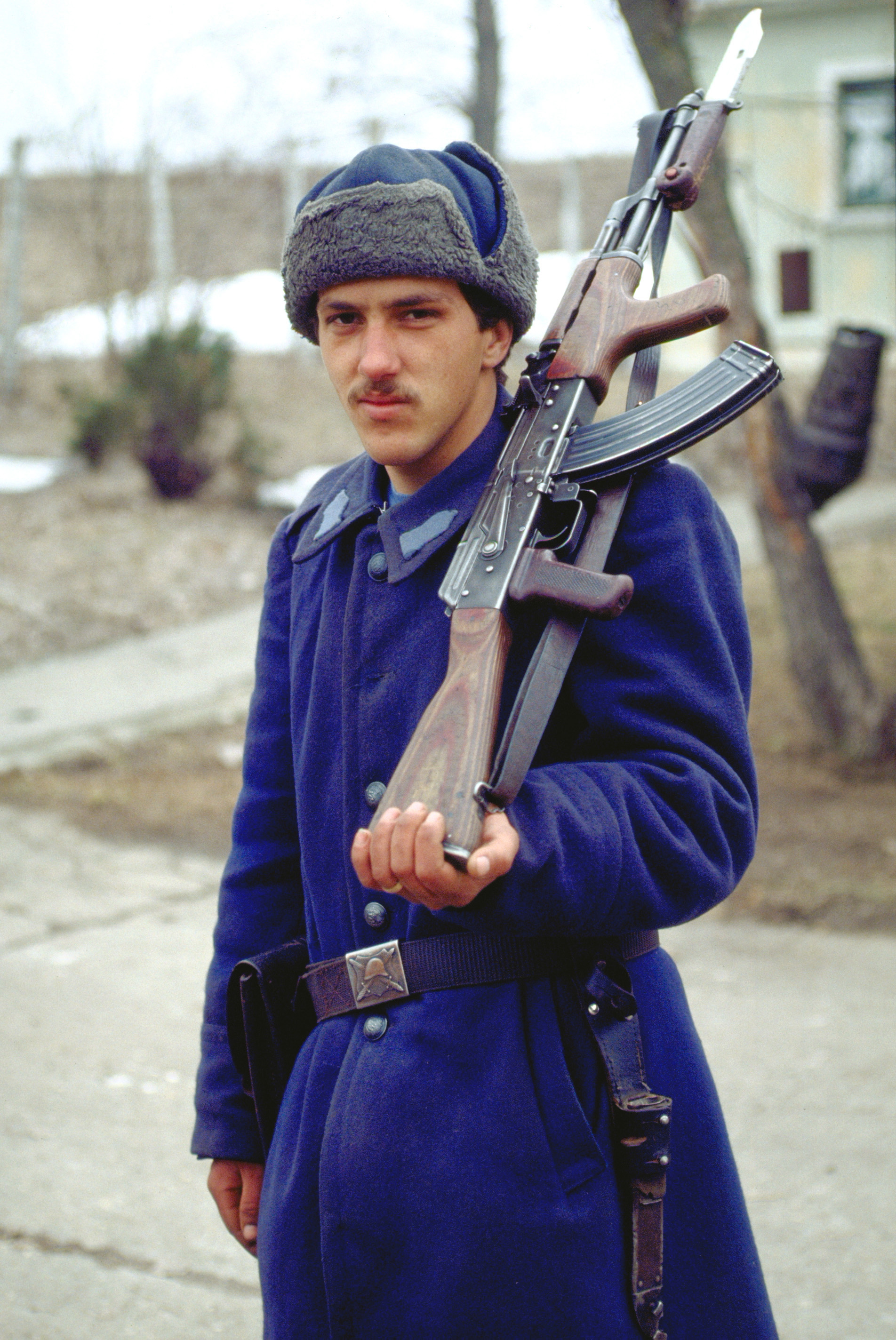
Voják rumunské armády v polovině 90. let 20. století
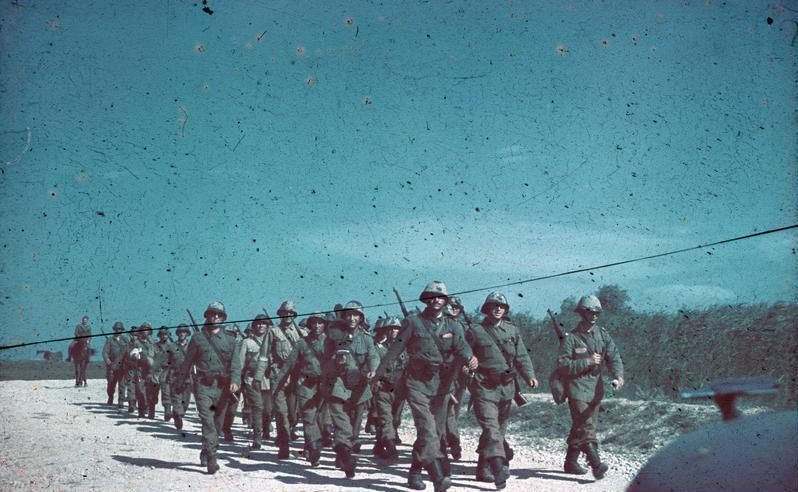
Rumunští vojáci na východní frontě (1943)
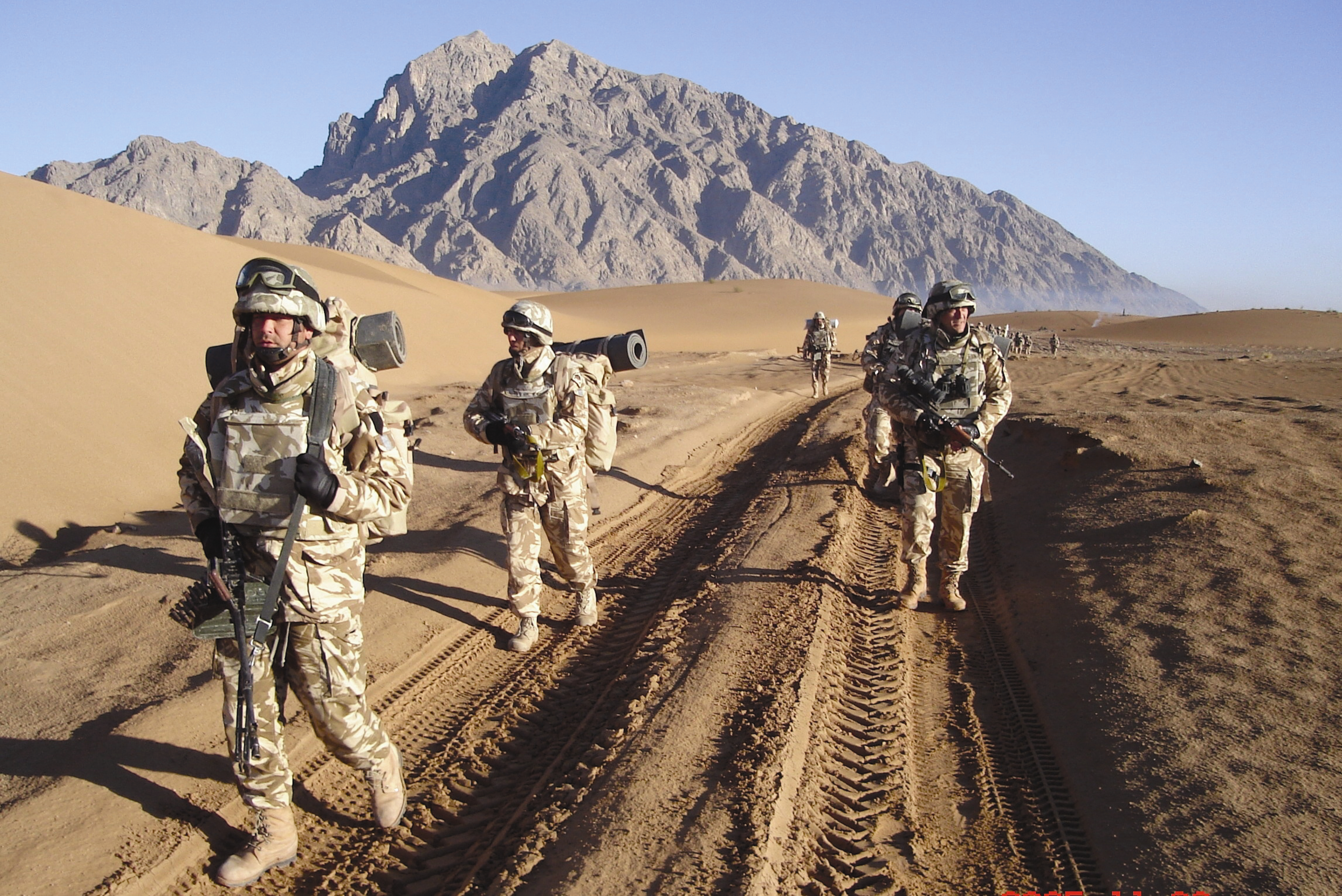
Rumunští vojáci na hlídce v Afghánistánu (2009)
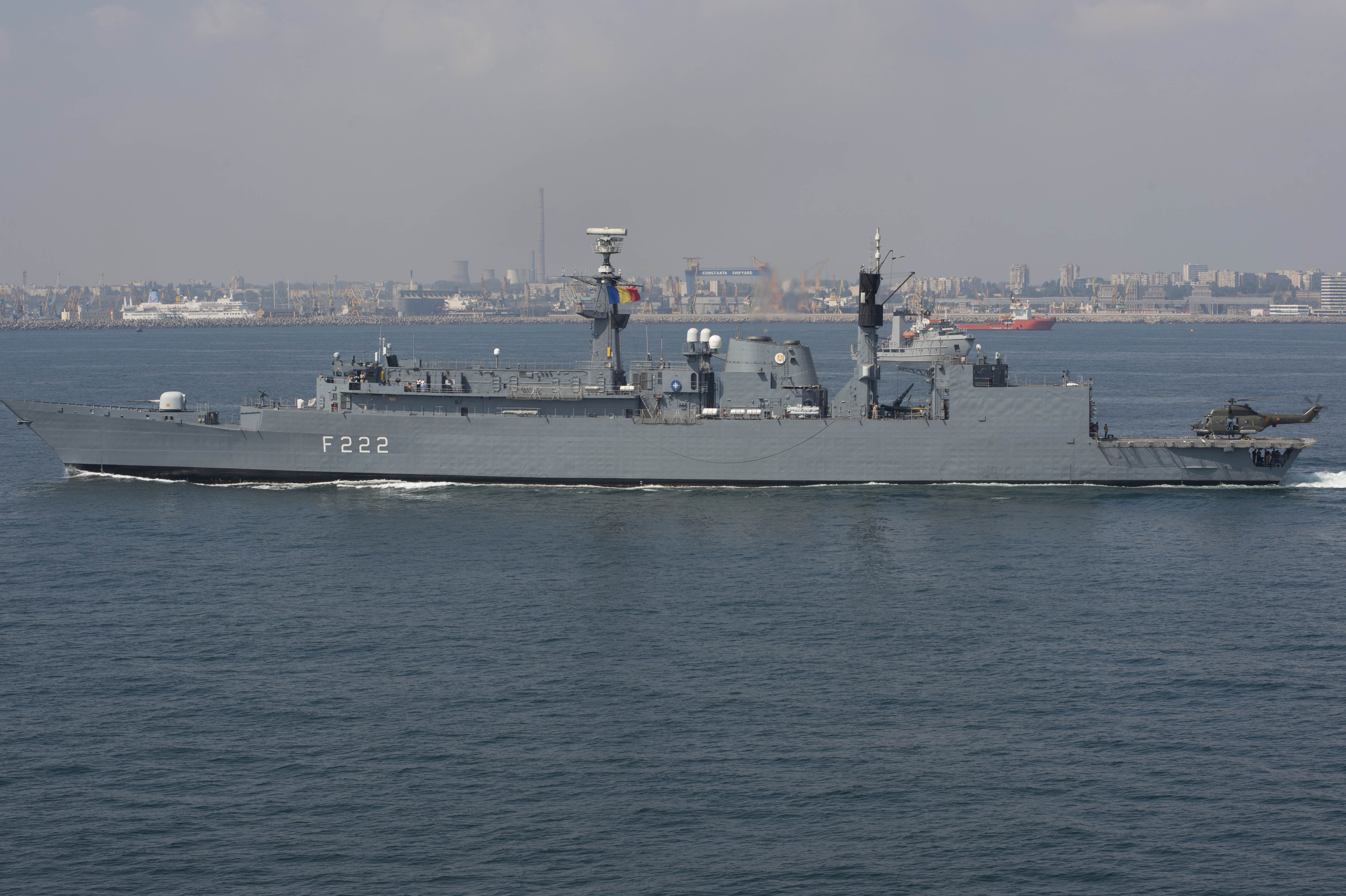
Rumunská fregata Regina Maria (2014)